# Jacques Gauthier (paléontologue)
Pour les articles homonymes, voir Gauthier et Jacques Gauthier (homonymie).
Jacques Gauthier (Jacques Armand Gauthier) est un paléontologue des vertébrés, spécialiste de la systémique et un des promoteurs de l'utilisation de la cladistique en paléontologie.

## Sa carrière
Il reçut un baccalaureate of science de zoologie à l'université d'État de San Diego en 1973, un Master of Science du même institut en 1980, et un doctorat de paléontologie de l'université de Californie à Berkeley, en 1984. Il est actuellement professeur de géologie et géophysique et conservateur des sections de paléontologie et de zoologie des vertébrés à l'université Yale. Sa thèse de licence fut la première analyse cladistique majeure sur les diapsides et ouvrit une discussion à propos de la monophylie des dinosaures.
Il continua dans cette voie avec un article important sur le fait que les oiseaux étaient issus des théropodes. C'était la première analyse cladistique détaillée des dinosaures théropodes. Elle fut à l'origine d'une révolution dans la Classification phylogénétique des dinosaures qui vit la cladistique remplacer le système de Carl von Linné dans la classification des espèces et une compréhension de la phylogénie des dinosaures. Les travaux de Gauthier en 1984 et 1986 font encore référence dans l'analyse cladistique moderne des diapsides et des dinosauriens.
Plus récemment, l'équipe du professeur Gauthier appliqua la méthode cladistique à la phylogénie des amiotes en argumentant dans le sens d'une restriction taxonomique des tétrapodes à un groupe éteint. Avec Kevin de Queiroz (en), il proposa de remplacer la taxonomie binomiale de Linné par un système qui deviendra le PhyloCode,,.

## Une ébauche de bibliographie
L'ensemble des références sont en langue anglaise.
- Gauthier, J., 1984. A cladistic analysis of the higher systematic categories of the Diapsida. [dissertation]. Available from University Microfilms International, Ann Arbor, #85-12825, vii + 564 pp.
- Gauthier, J., 1986. « Saurischian monophyly and the origin of birds ». In: K. Padian, ed. The Origin of Birds and the Evolution of Flight. Memoirs California Academy of Sciences 8. pp. 1–55
- Gauthier, J.; Estes, R.; et de Queiroz, K. (1988). « A phylogenetic analysis of Lepidosauromorpha ». In: R. Estes and G. Pregill, eds. The Phylogenetic Relationships of the Lizard Families. Stanford University Press, Palo Alto. pp. 15–98.
- Gauthier, J.; Kluge, A.; et Rowe, T. (1988). « Amniote phylogeny and the importance of fossils » in Cladistics 4(2):105–209.
- Rowe, T.; et Gauthier, J. (1990). « Ceratosauria ». In: D. Weishample, P. Dodson et H. Osmolska, eds., The Dinosauria. University of California Press, Berkeley. pp. 151–168.
- de Queiroz, K. et Gauthier, J. (1992). « Phylogenetic taxonomy ». in Annual Review of Ecology and Systematics 23:449–480.
- Gauthier, J. A. (1994). « The diversification of the amniotes ». In: D. Prothero, ed. Major Features of Vertebrate Evolution: Short Courses in Paleontology. Paleontological Society. pp. 129–159
- Donoghue, M. J.; et Gauthier, J. A. (2004) « Implementing the PhyloCode ». Trends in Ecology & Evolution 19(6):281–282.